# Nomascus siki
Nomascus siki (лат.) — вид приматов из семейства гиббоновых, обитающий в Лаосе и Вьетнаме.
Масса составляет 7—10 кг. Выражен половой диморфизм. Самцы в основном чёрного цвета, но имеют узкие белые пятна на щеках. Верхняя и нижняя губа окружены белым мехом. Окраска самок варьирует от жёлто-серого до светло-коричневого, в верхней части головы у них есть небольшое чёрное пятно.
Активны днём. Живут на деревьях в тропических, вечнозелёных лиственных лесах на высоте от 30 до 1800 метров над уровнем моря. Питаются в основном фруктами, дополняя рацион листьями и цветками. Образуют моногамные пары, которые обозначают свой участок громким пением.
Основной угрозой является уничтожение среды обитания из-за вырубки лесов, сельскохозяйственные мероприятия и охота. Этот вид занесён в Приложение I СИТЕС. Проживает в некоторых природоохранных территориях.